# Основни судови Републике Србије
Основни судови су судови опште надлежности и који се оснивају за територију града, односно једне или више општина, односно градских општина. Основни судови су најнижи опште надлежности судови у Србији. Непосредно виши судови су виши суд ако је то одређено Законом о уређењу судова и за питања унутрашњег уређења суда и примене закона о којим се уређује положај судија и апелациони суд.
Основни судови могу имати судску јединицу изван свог седишта у којој суди и предузима друге судске радње, у складу са годишњим распоредом послова у суду.
Основних судова у Србији има 66, без основних судова територију Косова и Метохија.

## Надлежности
Основни суд у првом степену:
- суди за кривично дело за које је као главна казна предвиђена новчана казна или казна затвора до десет и десет година ако за поједино кривично дело није надлежан други суд и одлучује о молби за престанак мере безбедности или правне последице осуде за кривично дело из своје надлежности
- суди у грађанскоправном спору ако за поједини грађанскоправни спор није надлежан други суд и води извршни и ванпарнични поступак, осим ако законом није друкчије прописано
- суди у стамбеном спору
- суди у спору поводом заснивања, постојања и престанка радног односа
- суди о праву, обавези и одговорности из радног односа
- суди о накнади штете коју запослени претрпи на раду или у вези са радом
- суди о спору поводом задовољавања стамбених потреба на основу рада

Основни суд пружа грађанину правну помоћ, међународну правну помоћ ако није надлежан други суд и врши друге надлежности и послове одређене законом.
Законом се може предвидети да у одређеној врсти правне ствари поступа само неки основни суд са подручја истог вишег суда.